# Худык, Андрей Павлович
Андрей Павлович Худык (бел. Андрэй Паўлавіч Худык, род. в 1959, Островчаны, Каменец-Подольский район, Украинская ССР, СССР) — белорусский государственный деятель. Министр природных ресурсов и охраны окружающей среды Республики Беларусь (2017—2024). Заместитель управляющего делами Президента Беларуси (2014—2017), заместитель председателя Гродненского облисполкома (2011—2013), председатель Гродненского горисполкома (2013—2014).

## Биография
Родился в 1959 году в деревне Островчана, что в Хмельницкой области, УССР.
В 1987 году окончил Ленинградский сельскохозяйственный институт, в 2006 году — Российскую академию государственной службы при Президенте Российской Федерации (переподготовка).
Свою трудовую деятельность начал в 1977 году. Работал электрослесарем по ремонту электрооборудования Каменец-Подольского цементного завода.
С 1978 по 1980 год служил в рядах Советской Армии.
После переезда из Украины в Белоруссию работал на различных должностях на сельхозпредприятиях Гродненской области. Начиная с 1988 года работал председателем колхоза имени Кирова Ивьевского района Гродненской области. В последующем был директором различных предприятий в Витебской области. Также был первым заместителем генерального директора государственного природоохранного учреждения «Браславские озера» Управления делами Президента Республики Беларусь.
С 1999 года по 2001 год работал директором государственного унитарного агропромышленного предприятия «Браславский пищевой комбинат» Управления делами Президента Республики Беларусь.
С 2002 года возглавлял Дятловский райисполком. С 2004 по 2011 годы являлся председателем Лидского районного исполнительного комитета.
В 2011 году был назначен заместителем председателя Гродненского облисполкома. С 2013 года председатель Гродненского горисполкома.
С 2014 года по 2017 год работал в должности заместителя управляющего делами Президента Беларуси.
Начиная с сентября 2017 года возглавляет Министерство природных ресурсов и охраны окружающей среды Республики Беларусь.
В мае 2018 года заявлял, что в стране «поставлена задача за два-три года значительно снизить площади борщевика Сосновского», однако по состоянию на начало 2022 года площади, занятые этим растением, напротив, увеличились (более чем на 50%). В сентябре 2018 года объявил, что в течение трёх лет стоит задача запустить предприятие по утилизации стойких органических загрязнителей в Чечерском районе; согласно информации председателя Чечерского райисполкома, по состоянию на начало декабря 2022 г. строительная готовность объекта составляла 95%.
22 апреля 2024 года освобожден от должности министра.

## Награды
- Орден святителя Кирилла Туровского I степени (2021, Белорусская православная церковь)[8]

## Семья
Брат — Василий Худык — начальник тульской полиции, имеет пометку «Почетный сотрудник МВД России» и медаль «За отличную охрану общественного порядка».
Сын — Вадим Худык — директор «Лиданефтепродукта».